# Виктор I Амадей Адолф (Анхалт-Бернбург-Шаумбург-Хойм)
Виктор I Амадей Адолф фон Анхалт-Бернбург-Шаумбург-Хойм (на немски: Viktor I Amadeus Adolf von Anhalt-Bernburg-Schaumburg-Hoym; * 7 септември 1693 в дворец Шаумбург при Балдуинщайн; † 15 април 1772 в дворец Шаумбург) е княз на Анхалт-Бернбург-Шаумбург-Хойм.
Той е най-възрастният син на княз Лебрехт фон Анхалт-Бернбург-Хойм (1669 – 1727) и първата му съпруга принцеса Шарлота фон Насау-Диленбург-Шаумбург (1672 – 1700), дъщеря на княз Адолф фон Насау-Диленбург-Шаумбург (1629 – 1676). Внук е на княз Виктор Амадей фон Анхалт-Бернбург (1634 – 1718).
След смъртта на майка му 1700 г. той наследява графството Холцапел и след смъртта на баба му Елизабет Шарлота фон Холцапел-Шаумбург 1707 г. дворец Шаумбург.
През 1711 – 1712 г. Виктор участва в походите против Франция в Нидерландия и при Денен попада в плен, от който скоро е освободен.

## Фамилия
Виктор I Амадей Адолф се жени на 22 ноември 1714 г. в Бирщайн за графиня Шарлота Луиза фон Изенбург-Бирщайн-Бюдинген (* 31 юли 1680 в Бюдинген; † 2 януари 1739 в Шаумбург), дъщеря на граф Вилхелм Мориц I фон Изенбург-Бюдинген в Бирщайн и графиня Анна Амалия фон Изенбург-Бюдинген. Те имат децата:
- Виктория Шарлота (1715 – 1792), омъжена на 26 април 1732 г. за маркграф Фридрих Кристиан фон Бранденбург-Байройт (1708 – 1769)
- Луиза Амалия (1717 – 1721)
- Лебрехт (1718 – 1721)
- Христиан (1720 – 1758), пруски майор
- Карл Лудвиг (1723 – 1806), княз на Анхалт-Бернбург-Шаумбург-Хойм, холандски генерал, женен I. 1748 г. за Бенямина Гертруда Кайзер (1729 – 1787), II. 1765 г. за принцеса Амалия Елеонора фон Золмс-Браунфелс (1734 – 1811)
- Франц Адолф (1724 – 1784), пруски генерал-майор, женен 1762 г. за графиня Мария Йозефа фон Хазлинген (1741 –1785)

Виктор I Амадей Адолф се жени втори път на 14 февруари 1740 г. в Пьолциг (морганатичен брак) за графиня Хедвиг София Хенкел, фрайин фон Донерсмарк (* 7 май 1717 в Одерберг; † 21 февруари 1795 в Диц а.д. Лан), дъщеря на граф Венцел Лудвиг Хенкел фон Донерсмарк, фрайхер фон Донерсмарк (1680 – 1734) и графиня Хедвиг Шарлота фон Золмс-Барут (1678 – 1734). Те имат децата:
- Фридрих Лудвиг Адолф (1741 – 1812), шведски генерал-майор
- София Шарлота Ернестина (1743 – 1781), омъжена за княз Волфганг Ернст II фон Изенбург-Бюдинген (1735 – 1803)
- Виктор Амадей (1744 – 1790, убит във Финландия), руски генерал, женен 1778 г. за принцеса Магдалена София фон Золмс-Браунфелс (1742 – 1819)
- Карл (*/† 1745)
- Хедувига Августа (1747 – 1760)
- Георг Август (1751 – 1754)